# Doraemon: Nobita no little Star Wars
Doraemon: Nobita no little Star Wars (ドラえもん のび太の宇宙小戦争 （リトル・スターウォーズ）?, Doraemon - Nobita no ritoru Sutā Uōzu, lett. Doraemon - Le piccole Guerre Stellari di Nobita) è un film d'animazione del 1985 diretto da Tsutomu Shibayama.
È il sesto film, del genere ɡiapponese per bambini (Kodomo), tratto dalla serie Doraemon di Fujiko Fujio.

## Trama
Papi, il piccolo presidente di un pianeta lontano, fugge sulla Terra per evitare di essere catturato dalle forze militari che hanno preso il sopravvento. Nonostante venga accolto da Doraemon, Nobita ed i loro amici, non vuole avere amici umani coinvolti in questa guerra. Doraemon, Nobita, Gian, Suneo, e Shizuka iniziano una grande avventura nel tentativo di nascondere e proteggere Papi.

## Colonna sonora

### Sigle
| Giappone | Giappone                            | Giappone       | Giappone |
| Tipo     | Titolo                              | Cantante       |          |
| -------- | ----------------------------------- | -------------- | -------- |
| Opening  | Doraemon no uta (ドラえもんのうた?) | Kumiko Ōsugi   |          |
| Ending   | Shōnen ki (少年期?)                 | Tetsuya Takeda |          |

## Distribuzione
Il film è stato proiettato per la prima volta nelle sale cinematografiche giapponesi il 16 marzo 1985.

## Accoglienza
Il film è stato visto da circa 2.400.000 persone ed ha incassato in totale circa 1.180.000.000 yen.